# Северноамериканско споразумение за свободна търговия
НАФТА пренасочва насам.  За горивото нафта вижте дизелово гориво.
Северноамериканското споразумение за свободна търговия, съкратено НАФТА; на испански: Tratado de Libre Comercio de América del Norte, TLCAN; на френски: Accord de libre-échange nord-américain, ALÉNA) е споразумение, подписано от Канада, Мексико и Съединените щати, с което се създава тристранен търговски блок в Северна Америка. Споразумението влиза в сила на 1 януари 1994г. и заменя Споразумението за свободна търговия между Канада и Съединените щати от 1988г. 
НАФТА формира един от най-големите търговски блокове в света по брутен вътрешен продукт (БВП).
Идеята за зона за свободна търговия в Северна Америка е предложена от американския президент Роналд Рейгън, който я включва в кампанията си за президентските избори през 1980г. След подписването на Споразумението за свободна търговия между Канада и САЩ през 1988г., администрациите на американския президент Джордж Х. У. Буш, мексиканския президент Карлос Салинас де Гортари и канадския премиер Брайън Мълруни се съгласяват да водят преговори за създаване на НАФТА. Всяка от трите държави представя споразумението за ратификация през декември 1992г., но НАФТА среща значителна опозиция както в Съединените щати, така и в Канада. В крайна сметка и трите страни го ратифицират през 1993г. след добавянето на две допълнителни споразумения - Североамериканското споразумение за сътрудничество в областта на труда (NAALC) и Североамериканското споразумение за сътрудничество в областта на околната среда (NAAEC).
Приемането на НАФТА довежда до премахване или намаляване на търговските и инвестиционни бариери между САЩ, Канада и Мексико. Въздействията на споразумението върху въпроси като заетост, околна среда и икономически растеж са предмет на политически спорове. Повечето икономически анализи показват, че НАФТА е от полза за икономиките на Северна Америка и за средностатистическия гражданин, но вреди на малка част от работниците в индустрии, изложени на търговска конкуренция. Икономистите считат, че изтеглянето от НАФТА или преразглеждането ѝ по начин, който възстановява търговски бариери, би оказало отрицателно въздействие върху икономиката на САЩ и би довело до загуба на работни места. Въпреки това, Мексико ще бъде много по-сериозно засегнато от загубата на работни места и намаляването на икономическия растеж както в краткосрочен, така и в дългосрочен план.
След като американският президент Доналд Тръмп встъпва в длъжност през януари 2017г., той започва усилия за замяна на НАФТА с ново споразумение, като започва преговори с Канада и Мексико. През септември 2018г. САЩ, Мексико и Канада постигат съгласие за замяна на НАФТА с новото Споразумение между САЩ, Мексико и Канада (USMCA), което е ратифицирано и от трите държави до март 2020г. 
НАФТА остава в сила до влизането в сила на USMCA. През април 2020г. Канада и Мексико уведомяват САЩ, че са готови да прилагат новото споразумение. USMCA влиза в сила на 1 юли 2020г., като заменя НАФТА.

## Преговори, подписване, ратификация и преразглеждане (1988–1994)

### Преговори
Идеята за създаване на зона за свободна търговия в Северна Америка започва с президента на САЩ Роналд Рейгън, който включва това предложение в своята предизборна кампания, когато обявява кандидатурата си за президент през ноември 1979г.  
През 1988г. Канада и Съединените щати подписват Споразумението за свободна търговия между Канада и САЩ (FTA), а малко след това мексиканският президент Карлос Салинас де Гортари решава да се обърне към американския президент Джордж Х. У. Буш с предложение за сключване на подобно споразумение, с цел привличане на чуждестранни инвестиции след дълговата криза в Латинска Америка.
Когато двамата лидери започват преговори, канадското правителство, ръководено от премиера Брайън Мълруни, изразява опасения, че предимствата, които Канада е получила чрез двустранното си споразумение със САЩ, могат да бъдат застрашени от евентуално споразумение само между САЩ и Мексико. Поради това Канада изисква да се присъедини към преговорите между САЩ и Мексико.

### Подписване
След дипломатически преговори, датиращи от 1990г., лидерите на трите държави подписват споразумението в своите съответни столици на 17 декември 1992г. Подписаното споразумение след това трябва да бъде ратифицирано от законодателния или парламентарния орган на всяка от държавите.

### Ратификация

#### Канада
По-ранното Споразумение за свободна търговия между Канада и Съединените щати е спорно и раздели общественото мнение в Канада, като се превърна в ключов въпрос на федералните избори през 1988 г. В този вот повече канадци гласуваха за партии, противопоставящи се на свободната търговия (Либералната партия и Новите демократи), но поради разпределението на гласовете между двете партии, Прогресивните консерватори (ПК), които подкрепяха свободната търговия, спечелиха най-много места в парламента и запазиха властта.
Мълруни и Прогресивната консервативна партия разполагаха с парламентарно мнозинство и лесно прокараха законопроектите за Споразумението между Канада и САЩ от 1987 г., както и за НАФТА. По-късно обаче Мълруни беше заменен като лидер на консерваторите и министър-председател от Ким Кембъл. Тя поведе ПК на изборите през 1993 г., където партията претърпя съкрушително поражение от Либералната партия, водена от Жан Крeтсиен, който водеше кампания с обещание да преразгледа или отмени НАФТА.
След като пое властта, Крeтсиен преговаря за две допълнителни споразумения с американския президент Джордж Х. У. Буш, който беше заобиколил консултативния процес на Съвета по трудовите въпроси (LAC) и се стремеше да ускори подписването на споразумението преди края на своя мандат. Въпреки това, времето му не достигна и той беше принуден да остави процеса на ратификация и приемането на прилагащото законодателство на своя наследник – новоизбрания президент Бил Клинтън.

#### САЩ
Преди да изпрати споразумението за ратификация в Сената на САЩ, президентът Бил Клинтън добавя две допълнителни споразумения: Североамериканското споразумение за сътрудничество в областта на труда (NAALC) и Североамериканското споразумение за сътрудничество в областта на околната среда (NAAEC). Те целят да защитят правата на работниците и околната среда, както и да успокоят притесненията на много членове на Камарата на представителите. Съединените щати изискват от своите партньори да спазват екологични стандарти и регулации, подобни на собствените им.
След продължително обсъждане и емоционални дебати, Камарата на представителите приема Закона за прилагане на Североамериканското споразумение за свободна търговия на 17 ноември 1993 г. с 234 гласа „за“ срещу 200 „против“. Сред поддръжниците на споразумението са 132 републиканци и 102 демократи. Сенатът го одобрява три дни по-късно — на 20 ноември 1993 г. — с 61 гласа „за“ срещу 38 „против“, включително 34 републиканци и 27 демократи.
Републиканският представител от Калифорния Дейвид Драйър, застъпник на НАФТА още от времето на администрацията на Рейгън, играе водеща роля в мобилизирането на подкрепа за споразумението сред републиканците в Конгреса и в цялата страна.
Особено ярък противник на НАФТА е конгресменът от Чикаго Луис Гутиерес, който в крайна сметка гласува против документа, тъй като смята, че той не осигурява достатъчно мерки за преквалификация на уволнени работници, не защитава американските работни места и не гарантира правото на колективно договаряне за мексиканските работници. Той отправя критики и към ролята на Рам Еманюел, когото обвинява за тези пропуски.
Клинтън подписва закона на 8 декември 1993 г., а споразумението влиза в сила на 1 януари 1994 г. По време на церемонията по подписването, президентът признава заслугите на четирима души за постигането на това историческо търговско споразумение: вицепрезидента Ал Гор, председателката на Съвета на икономическите съветници Лора Тайсън, директора на Националния икономически съвет Робърт Рубин и конгресмена републиканец Дейвид Драйър.
Клинтън заявява още: „НАФТА означава работни места. Американски работни места и добре платени американски работни места. Ако не вярвах в това, нямаше да подкрепя това споразумение.“
НАФТА заменя предишното Споразумение за свободна търговия между Канада и САЩ.

#### Мексико
НАФТА (известно в Мексико като TLCAN) е одобрено от Сената на Мексико на 22 ноември 1993 г. и е публикувано в Официалния вестник на 8 декември 1993 г.
Указът за прилагане на НАФТА, както и различните промени в мексиканското законодателство, с цел адаптиране към изискванията на споразумението, са обнародвани на 14 декември 1993 г., като НАФТА влиза в сила на 1 януари 1994 г.

## Разпоредби
Целта на НАФТА е да премахне бариерите пред търговията и инвестициите между Съединените щати, Канада и Мексико. С влизането в сила на споразумението на 1 януари 1994 г. незабавно са премахнати митата за повече от половината от мексиканския износ към САЩ и за повече от една трета от американския износ към Мексико. В рамките на десет години след влизането в сила на споразумението е заложено да бъдат премахнати всички мита между САЩ и Мексико, с изключение на някои американски селскостопански продукти, за които е предвиден по-дълъг преходен период от 15 години.
Повечето търговски отношения между САЩ и Канада са вече освободени от мита по силата на предишното двустранно споразумение. НАФТА също така предвижда премахване на нетарифните търговски бариери и защита на правата върху интелектуалната собственост за търгуваните продукти.
Глава 20 от споразумението предвижда процедура за международно разрешаване на спорове относно прилагането и тълкуването на НАФТА. Тази процедура е моделирана по подобие на Глава 69 от Споразумението за свободна търговия между Канада и САЩ.
НАФТА се прилага отчасти чрез Технически работни групи, съставени от правителствени представители на всяка от трите страни партньори. 

### Интелектуална собственост
Законът за прилагане на Североамериканското споразумение за свободна търговия довежда до някои промени в законодателството за авторското право на Съединените щати, предвещавайки Закона за споразуменията от Уругвайския кръг от 1994 г. Една от тези промени е възстановяването на авторските права (в рамките на страните по НАФТА) върху определени филмови продукции, които вече са били в обществено достояние.

### Околна среда
Администрацията на Клинтън договаря допълнително споразумение с Канада и Мексико относно опазването на околната среда – Североамериканското споразумение за сътрудничество в областта на околната среда (NAAEC). То води до създаването на Комисията за екологично сътрудничество (CEC) през 1994 г.
За да бъдат смекчени опасенията, че НАФТА — първото регионално търговско споразумение между развиваща се страна и две развити страни — може да има отрицателни последици за околната среда, на комисията е възложено да извършва текуща ex post (в последствие) оценка на въздействието върху околната среда.
Така се създава една от първите рамки за ретроспективна оценка на въздействието от либерализацията на търговията върху околната среда, с цел да се съберат доказателства относно първоначалните хипотези за влиянието на НАФТА — например опасенията, че споразумението ще доведе до „надпревара към дъното“ в екологичните регулации между трите страни или, обратно, че ще окаже натиск върху правителствата да засилят екологичната си защита.
Комисията за екологично сътрудничество (CEC) е организирала четири симпозиума (в неуточнен период) за оценка на екологичните въздействия на НАФТА и е възложила написването на 47 изследователски труда по темата от водещи независими експерти.

### Труд
Поддръжниците на НАФТА в Съединените щати подчертават, че пактът е споразумение за свободна търговия, а не икономическа общност. Свободата на движение, която той установява за стоки, услуги и капитал, не се разпростира върху труда. В стремежа си да постигне нещо, което нито едно друго сходно споразумение не бе опитвало дотогава — да отвори индустриализирани държави към „една голяма държава от Третия свят“ — НАФТА избягва създаването на обща социална и трудова политика. Регулирането на пазара на труда и условията на работното място остава изключителна отговорност на националните правителства.
През август 1993 г. е сключено т.нар. „странично споразумение“ за прилагане на съществуващото вътрешно трудово законодателство — Североамериканско споразумение за сътрудничество в областта на труда (NAALC). То е силно ограничено по обхват, като се фокусира основно върху стандартите за здраве и безопасност и детския труд, но изключва въпросите на колективното договаряне. Механизмите за прилагане  са достъпни едва в края на дълъг и сложен процес по разрешаване на спорове.
Обвързването със съществуващото трудово законодателство повдига и въпроси за демократичните практики. Канадската коалиция против НАФТА, Pro-Canada Network, изтъква, че гаранциите за минимални стандарти ще бъдат „безсмислени“ без „широки демократични реформи в мексиканските съдилища, синдикати и правителство“.
Впоследствие обаче се появяват оценки, според които принципите и механизмите за жалби в NAALC „създават ново пространство за активисти да изграждат коалиции и да предприемат конкретни действия в защита на интересите на работниците“.

### Селско стопанство
Още от началото на преговорите селското стопанство е спорна тема в рамките на НАФТА — както и при почти всички търговски споразумения в рамките на СТО. Това е и единственият сектор, който не е преговарян тристранно. Вместо това са подписани три отделни споразумения между всяка от страните по двойки.
Канадско-американското споразумение съдържа сериозни ограничения и тарифни квоти върху аграрни продукти (главно захар, млечни и птичи продукти), докато мексиканско-американското допуска по-широка либерализация в рамките на определени преходни периоди — това е първото споразумение Север-Юг в селското стопанство, подписано в такъв формат.

### Транспортна инфраструктура
НАФТА установява т.нар. "CANAMEX коридор" за пътни превози между Канада и Мексико, като е предвидена и възможност за използването му от железопътен, тръбопроводен и оптико-телекомуникационен трафик. Коридорът е определен като висок приоритет съгласно Закона за ефективност на интермодалната повърхностна транспортна инфраструктура на САЩ от 1991 г.

### Глава 11 – Процедури за уреждане на спорове между инвеститор и държава
Друга спорна тема е Глава 11 от НАФТА, която предвижда механизъм за уреждане на спорове между инвеститор и държава. Съгласно тази глава, корпорации или частни лица могат да съдят Мексико, Канада или САЩ за обезщетение, когато действия на тези правителства (или на подчинени институции като провинциални, щатски или общински власти) нарушават международното право.
Глава 11 е подложена на критики от различни групи в САЩ, Мексико и Канада, включително заради това, че не отчита социални и екологични съображения. В Канада организации като Council of Canadians оспорват конституционността ѝ, но губят на първа инстанция и при обжалването.
Methanex Corporation (Канада) завежда дело за 970 млн. долара срещу САЩ, твърдейки, че забраната в Калифорния за използване на Метил терт-бутилов етер (MTBE) вреди на продажбите им на метанол. Делото е отхвърлено, като съдът постановява, че недискриминационно регулиране в обществен интерес не подлежи на обезщетение.
Metalclad (САЩ) получава 15.6 млн. долара обезщетение от Мексико, след като община отказва строително разрешение за сметище, въпреки че федералното правителство вече е дало одобрение.
Eli Lilly (САЩ) предявява иск за 500 млн. долара срещу Канада заради изискването за доказана полезност при патентоване на лекарства. Apotex съди САЩ за 520 млн. долара за пропуснати ползи от решение на Агенцията за контрол на храните и лекарствата на САЩ относно генерично лекарство.
Lone Pine Resources Inc., регистрирана в Делауеър, но с централа в Калгари, предявява иск срещу Канада за 250 млн. долара заради забраната за фракинг в района на р. Сейнт Лорънс в Квебек.
Коментатори отбелязват, че съществува „аномалия“, при която канадски компании, засегнати от същите забрани, нямат достъп до механизма на НАФТА и че получаването на компенсация в канадските съдилища е много по-трудно, тъй като Конституцията дава правомощията по отношение на собствеността на провинциите.
Подобни разпоредби в бъдещ договор с Китай биха предоставили същите права и на китайски инвеститори, включително държавни предприятия.

### Глава 19 – Антидъмпингови и компенсационни мита
Глава 19 от НАФТА е механизъм за разрешаване на търговски спорове, който поставя решенията относно антидъмпинговите и компенсационните мита (AD/CVD) под преглед от двустранни комисии, вместо или в допълнение към традиционния съдебен контрол. Например, в Съединените щати решенията на агенциите, които налагат антидъмпингови и компенсационни мита, обикновено се разглеждат от Съда по международна търговия на САЩ, който е съд по чл. III от Конституцията. Страните по НАФТА, обаче, имат възможността да обжалват тези решения пред двустранни комисии, съставени от петима граждани от двата съответни НАФТА партньора. Членовете на комисията обикновено са юристи с опит в международното търговско право.
Тъй като НАФТА не включва съществени разпоредби относно антидъмпинговите и компенсационни мита, комисията е натоварена със задачата да определи дали крайните решения на агенциите относно AD/CVD съответстват на вътрешното законодателство на съответната страна. Глава 19 е аномалия в международното разрешаване на спорове, тъй като не прилага международно право, а изисква комисия, състояща се от членове от различни държави, да преразгледа прилагането на вътрешното право на една страна.
Очаква се комисия по Глава 19 да прецени дали решението на агенцията е подкрепено от „съществени доказателства“. Този стандарт предполага значителен респект към вътрешната агенция. Някои от най-спорните търговски спорове в последните години, като например спора между САЩ и Канада за меко дърво, са били разглеждани пред комисии по Глава 19.
Решенията на комисии по Глава 19 могат да бъдат оспорени пред извънреден комитет за оспорване в рамките на НАФТА. Въпреки това, извънредният комитет не функционира като обичайно обжалване. Съгласно НАФТА, той отменя или връща решението само ако то съдържа значителна и съществена грешка, която застрашава целостта на системата за разрешаване на спорове в НАФТА. От януари 2006 г. нито една страна по НАФТА не е успяла да оспори успешно решение на комисия по Глава 19 пред извънредния комитет.

## Разрешаване на спорове
Списъкът на арбитрите на НАФТА включва много бивши съдии, като Алис Дежарденс, Джон Максуел Евънс, Констанс Хънт, Джон Ричард, Арлин Адамс, Сюзан Гетценданер, Джордж С. Праут, Чарлс Б. Ренфрю и Сандра Дей О'Конър.

## Въздействие

### Канада

#### Исторически контекст
През 2008 г. износът на Канада към Съединените щати и Мексико възлиза на 381,3 милиарда долара, а вносът – на 245,1 милиарда долара. Според статия от 2004 г. на икономиста от Университета в Торонто Даниел Трефлър, НАФТА е донесла значителна нетна полза за Канада през 2003 г., като дългосрочната производителност се е увеличила с до 15% в индустриите, в които са били наложени най-сериозните тарифни намаления. Въпреки че свиването на нископродуктивните предприятия е довело до загуба на работни места (до 12% от съществуващите позиции), тези загуби са продължили по-малко от десетилетие; като цяло, безработицата в Канада е намаляла след приемането на споразумението. Коментирайки този компромис, Трефлър заявява, че критичният въпрос в търговската политика е да се разбере „как свободната търговия може да бъде приложена в индустриализирана икономика по начин, който признава както дългосрочните ползи, така и краткосрочните разходи по приспособяването, понесени от работниците и други“.
Проучване от 2007 г. установява, че НАФТА е оказала „значително въздействие върху обема на международната търговия, но само умерено влияние върху цените и благосъстоянието“.
Според изследване от 2012 г., след намаляването на митата по НАФТА, търговията с Съединените щати и Мексико е нараснала само с умерените 11% в Канада, в сравнение с 41% за САЩ и 118% за Мексико. Освен това, САЩ и Мексико са се възползвали в по-голяма степен от компонентите, свързани с митническите облекчения, с ръст на благосъстоянието съответно от 0,08% и 1,31%, докато Канада е отбелязала лек спад от 0,06%.

#### Актуални проблеми
Според доклад от 2017 г. на нюйоркския тинк-танк Council on Foreign Relations (CFR), двустранната търговия със селскостопански продукти между САЩ и Канада се утроява в периода от 1994 до 2017 г. и се счита за един от най-значимите икономически ефекти на НАФТА върху търговията между двете страни. Канада се превръща във водещ вносител за американския селскостопански сектор. Опасенията в Канада, че ще загуби производствени работни места в полза на САЩ, не се осъществяват – заетостта в производството остава "стабилна". Въпреки това, с производителност на труда в Канада на ниво 72% от тази в САЩ, надеждите за преодоляване на "разликата в производителността" между двете страни не са реализират.
Според доклад на екологичната организация Sierra Club от 2018 г., ангажиментите на Канада по НАФТА влизат в противоречие с доброволните ѝ ангажименти по Парижкото споразумение за климата. Докато задълженията по НАФТА са задължителни, тези по Парижкото споразумение са доброволни.
В друг доклад от 2018 г., публикуван от Council of Canadians и написан от Гордън Лаксър, се твърди, че член 605 от НАФТА, т.нар. правило за енергийна пропорционалност, гарантира на САЩ "почти неограничен достъп с приоритет" до по-голямата част от канадския петрол и природен газ. Това означава, че Канада не може да намали износа си на петрол, природен газ и електроенергия към САЩ (съответно 74% от петрола и 52% от природния газ), дори при наличие на вътрешен недостиг. Тези клаузи, които изглеждат логични при подписването на НАФТА през 1993 г., започват да се смятат за неуместни. Council of Canadians се застъпва за екологичната защита и се противопоставя на ролята на НАФТА в насърчаването на добива от нефтените пясъци и фракинга.
Президентът на САЩ Доналд Тръмп, възмутен от данъка на Канада върху млечните продукти (почти 300%), заплашва да изключи Канада от НАФТА. От 1972 г. насам Канада прилага система на "управление на доставките", която САЩ се опитва да премахне, съсредоточавайки се върху млечната индустрия. Въпреки натиска, промяна все още не е настъпила, тъй като провинция Квебек – където се намира около половината от млечните ферми в страната – продължава да подкрепя системата на управление на доставките.

### Мексико
Макиладорас (мексикански сборочни предприятия, които използват внесени компоненти и произвеждат стоки за износ) се превръщат в емблема на търговията в Мексико. Те се преместват в Мексико от Съединените щати , което поражда дебат относно загубата на американски работни места. Приходите в сектора на макиладорасите са се увеличили с 15.5% от влизането в сила на НАФТА през 1994 г. И други сектори се възползват от споразумението за свободна търговия, като делът на износа към САЩ от вътрешните щати се увеличава, докато делът на износа от граничните щати намалява. Това позволява бърз растеж в негранични метрополни райони като Толука, Леон и Пуебла, които са по-големи по население от Тихуана, Сиудад Хуарес и Рейноса.
Общият ефект от земеделското споразумение между Мексико и САЩ е спорен. Мексико не инвестира в необходимата инфраструктура за конкуренция, като ефективни железопътни линии и магистрали. Това довежда до по-трудни условия на живот за бедните в страната. Земеделският износ на Мексико се увеличава с 9.4% годишно между 1994 и 2001 г., докато вносът нараства с 6.9% годишно за същия период.
Един от най-засегнатите селскостопански сектори е месната индустрия. Мексико преминава от незначителен участник в американския износ преди 1994 г. до втория по големина вносител на американски земеделски продукти през 2004 г., като НАФТА вероятно е основен катализатор за тази промяна. Свободната търговия премахва пречките пред бизнеса между двете страни, така че Мексико разраства пазара на месо от САЩ, което довежда до увеличени продажби и печалби за американската месна индустрия. Съпътстващият забележим ръст на БВП на глава от населението в Мексико значително променя моделите на консумация на месо, като потреблението на месо на глава от населението се увеличава.
Едно от притесненията, повдигнати от прилагането на НАФТА в Мексико, е неравенството в богатството. Националното бюро за икономически изследвания установява, че НАФТА е увеличила разликата в заплатите между най-нискодоходните и най-високодоходните работници, като директно е повлияла върху неравенството в богатството. Според Global Trade Watch, по време на НАФТА в Мексико се наблюдава спад в реалната средна годишна заплата, като този спад основно е засегнал най-нископлатените – реалната средна заплата на работещите на минимална заплата е намаляла с 14%. Global Trade Watch заключава, че „заплатите, коригирани спрямо инфлацията, за почти всяка категория мексикански работници са намалели през първите шест години от НАФТА, дори когато стотици хиляди производствени работни места се преместват от САЩ в Мексико“. Подобни ефекти са установени и в изследване, публикувано в International Journal of Economic Sciences, което показва, че НАФТА е имала пряк ефект върху неравенството в заплащането в Мексико; след 1994 г. разликата в заплатите между най-бедните и най-богатите работници видимо се увеличава.
Производството на царевица в Мексико се увеличава след НАФТА. Въпреки това, вътрешното търсене на царевица надхвърля предлагането в страната до степен, че се налага внос далеч отвъд квотите, които Мексико първоначално беше договорило. Цанайзер и Койл посочват, че цените на царевицата в Мексико, коригирани спрямо международните цени, са спаднали рязко, но благодарение на програма за субсидии, разширена от бившия президент Висенте Фокс, производството остава стабилно след 2000 г. Намаляването на земеделските субсидии, особено за царевица, беше предложено като начин да се намали вредата за мексиканските фермери.
Преглед на съществуващата литература от Journal of Economic Perspectives от 2001 г. установява, че НАФТА има нетна полза за Мексико. До 2003 г. 80% от търговията на Мексико се осъществява само със САЩ. Търговският излишък със САЩ, съчетан с дефицит с останалия свят, създава зависимост на износа на Мексико. Тези ефекти се проявяват по време на рецесията през 2001 г., която води до ниски или отрицателни нива на износ от Мексико. 
Изследване от 2015 г. установява, че благосъстоянието на Мексико се увеличава с 1.31% в резултат на намаленията на митата по НАФТА и че вътрешноблоковата търговия на Мексико се увеличава със 118%. Неравенството и бедността намаляват в регионите на Мексико, най-силно засегнати от глобализацията. Изследвания от 2013 и 2015 г. показват, че малките фермери в Мексико са се възползвали повече от НАФТА, отколкото едрите фермери.
НАФТА също така е свързвана с възхода на мексиканската средна класа. Изследване на Тъфтс Юнивърсити установява, че НАФТА е намалила средната цена на основните потребности в Мексико с до 50%. Това намаление на цените увеличава разполагаемите доходи на много мексикански семейства, което позволява в Мексико да се дипломират повече инженери годишно от Германия. 
Ръстът в новите поръчки показва увеличение на търсенето на промишлени продукти, което води до разширяване на производството и по-висока заетост, за да се задоволи нарастващото търсене. Ръстът в индустрията на макиладорасите и производствения сектор е 4.7% през август 2016г. Три четвърти от вноса и износа са със САЩ.
Политологът Даниел У. Дрезнър от Тъфтс Юнивърсити твърди, че НАФТА е улеснила трансформацията на Мексико в истинска демокрация и е помогнала страната да се възприема като част от Северна Америка. Това е засилило сътрудничеството между Съединените щати и Мексико.

### Съединените щати
Икономистите обикновено са съгласни, че икономиката на Съединените щати печели като цяло от НАФТА, тъй като споразумението увеличава търговията. В проучване от 2012г. на Панела от икономически експерти на Инициативата за глобални пазари, 95% от участниците заявяват, че средностатистически американските граждани се възползват от НАФТА, докато нито един не твърди, че споразумението нанася вреда на гражданите на САЩ. Преглед от 2001г., публикуван в Journal of Economic Perspectives, заключва, че НАФТА представлява нетна полза за Съединените щати. Изследване от 2015 г. установява, че благосъстоянието в САЩ нараства с 0.08% в резултат на намаляването на митата по НАФТА, а вътрешноблоковата търговия се увеличава с 41%.
През 2014г. изследване на ефектите от НАФТА върху търговските работни места и инвестициите в САЩ показва, че между 1993 и 2013 г. търговският дефицит на САЩ с Мексико и Канада нараства от 17,0 до 177,2 милиарда долара, като това води до изместване на 851 700 работни места в САЩ.
През 2015 г. Конгресната изследователска служба заключава, че „общият нетен ефект от НАФТА върху икономиката на САЩ изглежда е сравнително скромен, главно защото търговията с Канада и Мексико съставлява малък процент от БВП на САЩ. Въпреки това се отбелязват разходи по приспособяването на работници и фирми, докато трите страни се адаптират към по-отворена търговия и инвестиции. Докладът също така изчислява, че НАФТА добавя 80 милиарда долара към икономиката на САЩ от влизането си в сила, което отговаря на увеличение от 0.5% на БВП.
Търговската камара на САЩ приписва на НАФТА увеличението на търговията със стоки и услуги с Канада и Мексико – от 337 милиарда долара през 1993 г. до 1.2 трилиона долара през 2011 г., докато AFL–CIO обвинява споразумението за изнасянето на 700 000 американски производствени работни места в Мексико през този период.
Професорът по икономика от Университета на Калифорния в Сан Диего, Гордън Хансън заявява, че НАФТА помага на САЩ да се конкурира с Китай и по този начин спасява американски работни места. Макар че някои работни места се преместват в Мексико заради НАФТА, значително повече биха се изгубили в конкуренцията с Китай, ако НАФТА не съществува.

#### Търговски баланси
САЩ постигат търговски излишък със страните по НАФТА от 28.3 милиарда долара в сектора на услугите през 2009 г. и търговски дефицит от 94.6 милиарда долара (увеличение от 36.4% годишно) при стоките през 2010 г. Този дефицит представлява 26.8% от целия стоков търговски дефицит на САЩ. Изследване от 2018 г., публикувано от Центъра за международни отношения, идентифицира нередности в търговските модели в екосистемата на НАФТА, използвайки аналитични техники от теорията на мрежите. Проучването показва, че търговският баланс на САЩ се влияе от възможности за избягване на данъци, предоставяни от Ирландия.
Изследване, публикувано в августовския брой от 2008 г. на American Journal of Agricultural Economics, установява, че НАФТА увеличава американския земеделски износ към Мексико и Канада, въпреки че повечето от увеличението се случва едно десетилетие след ратификацията. Изследването се фокусира върху ефекта от постепенните "преходни периоди" в регионалните търговски споразумения, включително НАФТА, върху търговските потоци. Повечето от нарастването на земеделската търговия между страните-членки се дължи на изключително високи търговски бариери преди НАФТА или други регионални търговски споразумения.

#### Инвестиции
Преките чуждестранни инвестиции  на САЩ в страните от НАФТА достигат 327.5 милиарда долара през 2009 г. (последни налични данни), което представлява увеличение от 8.8% спрямо 2008 г. Инвестициите на САЩ в страните по НАФТА се съсредоточават в холдингови компании извън банковия сектор, както и в сектори като производство, финанси/застраховане и добив. Преките чуждестранни инвестиции на Канада и Мексико в САЩ възлизат на 237.2 милиарда долара през 2009 г., което е увеличение от 16.5% спрямо 2008г.

### Икономика и работни места
В доклад от 24 май 2017 г. Конгресната изследователска служба (CRS) отбелязва, че икономическите последици от НАФТА за икономиката на САЩ са умерени. В доклад от 2015 г. CRS обобщава множество изследвания със следния извод: 
В действителност, НАФТА нито причинява огромните загуби на работни места, от които се опасяват критиците, нито носи големите икономически ползи, обещавани от поддръжниците. Нетният общ ефект от НАФТА върху икономиката на САЩ изглежда е сравнително умерен, главно защото търговията с Канада и Мексико заема малък дял от БВП на САЩ. Все пак има разходи за адаптация на работници и фирми, докато трите държави се приспособяват към по-отворена търговия и инвестиции между икономиките си.
Много американски малки предприятия разчитат на износа на продукция за Канада или Мексико по силата на НАФТА. Според Службата на Търговския Представител на САЩ, тази търговия подкрепя над 140 000 малки и средни предприятия в страната.
Според професора по икономика от Калифорнийския университет в Бъркли Брад ДеЛонг, НАФТА има незначително въздействие върху американското производство. Негативният ефект върху производството е преувеличен в американския политически дискурс според ДеЛонг и икономиста от Харвард - Дани Родрик.
Според статия от 2013г. на Джеф Фо, публикувана от Института за икономическа политика (EPI), Калифорния, Тексас, Мичиган и други щати с висока концентрация на производствени работни места са най-силно засегнати от загуби на работни места, вследствие на НАФТА. Според статия от 2011г. на икономиста от EPI Робърт Скот, около 682 900 работни места в САЩ са „загубени или изместени“ в резултат на търговското споразумение. По-нови изследвания също потвърждават изводите на Конгресната изследователска служба (CRS), че НАФТА има само умерено въздействие върху заетостта в производството, като 87% от загубите на производствени работни места се обясняват с автоматизация.

### Околна среда
Според изследване, публикувано в Journal of International Economics, НАФТА допринася за намаляване на замърсяването, отделяно от производствения сектор на САЩ: „Средно около две трети от намаленията на емисиите на прахови частици (PM10) и серен диоксид (SO2) от производствения сектор на САЩ между 1994 и 1998 се дължат на либерализацията на търговията след НАФТА.
Според организацията Sierra Club, НАФТА допринася за мащабно, експортно ориентирано земеделие, което води до повишена употреба на изкопаеми горива, пестициди и ГМО. НАФТА също способства за разрушителни минни практики в Мексико. То пречи на Канада да регулира ефективно своята индустрия за добив на битумни пясъци и създава нови правни възможности за транснационалните корпорации да оспорват екологичното законодателство. В някои случаи екологичната политика е пренебрегната в хода на либерализацията на търговията; в други случаи разпоредбите на НАФТА за защита на инвестициите, като Глава 11, и мерките срещу нетарифни бариери обезкуражават прилагането на по-строги екологични регулации. Най-сериозното увеличаване на замърсяването вследствие на НАФТА се наблюдава в секторите на цветните метали, мексиканската петролна индустрия и сектора на транспортното оборудване в САЩ и Мексико, но не и в Канада.

### Мобилност на хора
Според Годишника на имиграционната статистика на Министерството на вътрешната сигурност на САЩ, през фискалната 2006 г. (октомври 2005 – септември 2006) 73 880 чуждестранни професионалисти (64 633 канадци и 9 247 мексиканци) са допуснати временно на територията на САЩ за работа по НАФТА (т.е. със статут TN). Освен това, 17 321 техни членове на семейства (13 136 канадци, 2 904 мексиканци, както и няколко граждани на трети страни, сключили брак с канадци или мексиканци) също влизат в САЩ със зависим (TD) статут. Тъй като Министерството отчита броя на новите записи по формуляр I-94 на границата, а TN-1 статутът е валиден за три години, броят на хората със статут TN, намиращи се в САЩ в края на фискалната година, приблизително съвпада с броя на влезлите през годината. Възможни са отклонения, ако някои от влезлите напуснат страната или променят статута си преди изтичането на тригодишния период, а други, приети по-рано, променят статута си на TN или TD, или удължат вече предоставения статут.
Според Международната организация по миграция, смъртните случаи на мигранти по света нарастват, като през 2016 г. са регистрирани 5 604 смъртни случая. Повишеният брой недокументирани сезонни работници в Калифорния може да се дължи на първоначалното приемане на НАФТА.
Канадските власти изчисляват, че на 1 декември 2006 г. в Канада се намират 24 830 граждани на САЩ и 15 219 мексиканци със статут на „чуждестранни работници“. Тези данни включват както лица, влезли по НАФТА, така и такива, влезли по други разпоредби от имиграционното законодателство на Канада. Новите влизания на чуждестранни работници през 2006 г. възлизат на 16 841 американски граждани и 13 933 мексиканци.

## Спорове и противоречия

### Кандидатът за президент на САЩ през 1992г. Рос Перо
По време на втория президентски дебат през 1992 г. Рос Перо заявява:
Трябва да спрем да изнасяме работни места зад граница. Това е доста просто: ако плащаш 12, 13, 14 долара на час за работници във фабрика и можеш да преместиш фабриката си южно от границата, да плащаш долар на час за труд, ... без здравно осигуряване – най-скъпият компонент в производството на кола – без екологични регулации, без контрол на замърсяването и без пенсии, и не те интересува нищо друго освен печалбата, ще има един гигантски всмукващ шум, който ще се насочи на юг... Когато заплатите в Мексико се покачат от един до шест долара на час, а нашите паднат до шест, нещата ще се изравнят. Но дотогава си съсипал страната с подобни сделки.
Перо губи изборите, а победителят Бил Клинтън подкрепя НАФТА, която влиза в сила на 1 януари 1994г.

### Правни спорове
През 1996 г. американската компания Ethyl Corporation внася в Канада добавката за гориво, след като канадското федерално правителство я забранява. Компанията подава иск по Глава 11 на НАФТА, като търси компенсация от 201 милиона долара от канадското федерално правителство, както и от провинциите по силата на Споразумението за вътрешна търговия (AIT). Те твърдят, че добавката не е доказано вредна за здравето и че забраната вреди на бизнеса им. След като се установява, че забраната нарушава AIT, канадското правителство я отменя и сключва споразумение с компанията за 13 милиона долара. Изследванията на Health and Welfare Canada (днес Health Canada) не откриват значителни здравословни рискове от емисиите на гориво с MMT. Други канадски учени и Агенцията за опазване на околната среда на САЩ оспорват това, позовавайки се на данни за възможни увреждания на нервната система.
САЩ и Канада спорят с години относно 27-процентното мито, наложено от САЩ върху вноса на канадска дървесина от иглолистни видове. Канада подава множество искания за премахване на митото и връщане на вече събраните средства. След като САЩ губят обжалване пред панел на НАФТА, говорител на Търговския представител на САЩ Роб Портман заявява: „разбира се, разочаровани сме от решението на панела, но то няма да повлияе на мерките срещу дъмпинг и компенсационните мита.“ На 21 юли 2006 г. Съдът по международна търговия на САЩ постановява, че налагането на митата противоречи на американското законодателство.

#### Промяна в данъчното облагане на доходните тръстове, а не експроприация
На 30 октомври 2007 г. американските граждани Марвин и Илейн Готлиб подават Уведомление за намерение да подадат иск за арбитраж по НАФТА, твърдейки, че хиляди американски инвеститори губят общо 5 милиарда долара вследствие на решението на канадското консервативно правителство от предходната година да промени данъчното облагане на доходните тръстове в енергийния сектор. На 29 април 2009 г. се постановява, че тази промяна в данъчното законодателство не представлява експроприация.

### Въздействие върху мексиканските фермери
Няколко изследвания отхвърлят твърдението, че НАФТА е отговорна за намаляването на доходите на бедните производители на царевица. Тази тенденция съществува повече от десетилетие преди НАФТА. Освен това, производството на царевица в Мексико се увеличава след 1994г., а цената на мексиканската царевица не се влияе значително от субсидираната американска царевица. Изследванията са единодушни, че премахването на американските селскостопански субсидии би било от полза за мексиканските фермери.

### Въстание на сапатистите в Чиапас, Мексико
В контекста на подготовката за НАФТА е отменен член 27 от Конституцията на Мексико – основен елемент от революцията на Емилиано Сапата (1910–1919). Този член защитава колективната земеделска собственост на местните общности от продажба и приватизация. Но тази защита се оказва пречка пред чуждестранните инвестиции по стандартите на НАФТА. Местните фермери се страхуват от загубата на земя и от наплива на евтини американски земеделски продукти. Сапатистите наричат НАФТА „смъртна присъда“ за местните общности в цялата страна и обявяват война на мексиканската държава на 1 януари 1994 г. – деня, в който НАФТА влиза в сила.

### Критика от кандидатите за президент на САЩ през 2016г.
В интервю за 60 Minutes през септември 2015 г. кандидатът за президент Доналд Тръмп нарича НАФТА „най-лошото търговско споразумение, одобрено някога [в САЩ]“ и заявява, че ако бъде избран, ще го „предоговори или ще го прекрати“. Хуан Пабло Кастаньон, председател на бизнес обединението Consejo Coordinador Empresarial, изразява тревога от преговорите и съсредоточаването върху автомобилната индустрия. Експерти по търговия предупреждават, че излизането от НАФТА ще има неочаквани последици за САЩ – ограничен достъп до основните експортни пазари, спад на икономическия растеж и по-високи цени на горива, автомобили, плодове и зеленчуци. Представители на мексиканския бизнес посочват, че за прекратяване на НАФТА ще е необходимо Конгресът на САЩ да приеме множество промени в законодателството, а ходът би довел до съдебни жалби в Световната търговска организация. Вашингтон поуст отбелязва, че преглед на академичната литература, извършен от Конгресната изследователска служба, заключава: „нетният общ ефект на НАФТА върху икономиката на САЩ изглежда е относително умерен, главно защото търговията с Канада и Мексико представлява малък процент от БВП на САЩ.
Кандидатът на демократите Бърни Сандърс, който се противопоставя на Споразумението за транстихоокеанско партньорство (TPP), го нарича „продължение на други катастрофални търговски споразумения като НАФТА, САФТА и постоянно нормализирани търговски отношения с Китай“. Сандърс твърди, че свободните търговски споразумения водят до загуба на работни места и спад на заплатите в САЩ. Той настоява за възстановяване на производствената база в страната чрез американски фабрики и добре платени работни места за американци, вместо да се изнася производството в Китай и други държави.

## Политика на администрацията на Тръмп

### Предоговаряне
Малко след избирането си, президентът на САЩ Доналд Тръмп обявява, че ще започне преговори за преразглеждане на условията по NAFTA, за да разреши търговските въпроси, които поставя в хода на своята кампания. Лидерите на Канада и Мексико изразяват готовност да си сътрудничат с администрацията на Тръмп. Въпреки че Тръмп не уточнява конкретно какви промени търси, той заплашва със изтегляне от споразумението при евентуален неуспех в преговорите.
През юли 2017 г. администрацията на Тръмп представя подробен списък с желаните промени, сред които приоритет е намаляване на търговския дефицит на САЩ. Също така, се настоява за премахване на разпоредбите, позволяващи на Канада и Мексико да обжалват наложени от САЩ мита, както и за ограничаване на способността на САЩ да налага търговски ограничения върху партньорите от NAFTA.
Чад П. Баун от Института за международна икономика „Питърсън“ предполага, че предложените промени ще направят НАФТА „в много отношения по-малко споразумение за свободна търговия“. Допълнителните опасения, изразени от Търговския представител на САЩ относно субсидираните държавни предприятия и манипулирането на валутата, не се отнасят за Канада и Мексико, а по-скоро имат за цел да изпратят послание към страните извън Северна Америка.
Джон Мърфи, заместник-председател на Търговската камара на САЩ, заявява, че редица от предложенията, внесени от САЩ, имат „малка или никаква подкрепа“ от американската бизнес и селскостопанска общност. Пат Робъртс, старши сенатор от Канзас, заявява, че не е ясно “за кого са предназначени„ , и призова за отпор срещу действията срещу НАФТА, тъй като “въпросите засягат реални работни места, реален живот и реални хора". Канзас е голям износител на селскостопански продукти и земеделски групи предупреждават, че само заплахата за напускане на НАФТА може да накара купувачите да минимизират несигурността, като търсят източници извън САЩ.
В четвъртия кръг от преговорите, САЩ предлагат включване на "клауза за залез", според която споразумението ще изтича след пет години, освен ако не бъде изрично подновено. Канадският премиер Джъстин Трюдо провежда срещи с Комисията по начини и средства на Камарата на представителите, тъй като Конгресът трябва да гласува всяка отмяна на разпоредбите на NAFTA.
Между юни и края на август 2018 г. Канада остава извън преговорите, докато САЩ и Мексико провеждат двустранни разговори. На 27 август 2018 г. те обявяват, че са постигнали предварително двустранно споразумение, което включва разпоредби за увеличаване на автомобилното производство в САЩ, 10-годишна защита на биотехнологични лекарства, клауза за изтичане след 16 години с възможност за преразглеждане на всеки 6 години, както и повишаване на прага за безмитни онлайн покупки в Мексико от 50 на 100 долара.
Според The Economist, Мексико се съгласява да увеличи прага за произход на автомобилните компоненти от 62.5% на 75%, за да се избегнат мита. Това решение води до повишаване на цените за крайния потребител, тъй като автомобилостроителите до този момент използват по-евтини компоненти от Азия. Около 40–45% от автомобилните части трябва да се произвеждат от работници с минимално възнаграждение от 16 долара на час, което е значително повече от средните 2.30 долара на час в Мексико. The Economist описва тези мерки като "усмирителна риза" за мексиканската автомобилна индустрия.
Трюдо и канадският външен министър Кристия Фрийланд изразяват готовност да се присъединят към споразумението, ако то съответства на интересите на Канада. Фрийланд прекъсва европейското си турне и отменя планирано посещение в Украйна, за да се включи в преговорите във Вашингтон. Основните спорни теми включват: млечните квоти, глава 19, фармацевтичните регулации, културната изключителност, клаузата за залез и безмитните прагове.
На 30 септември 2018г., в последния възможен ден за преговори, САЩ и Канада постигат предварително споразумение, с което се запазва тристранният характер на договора. Новото споразумение получава името Съглашение между САЩ, Мексико и Канада (USMCA) и влиза в сила на 1 юли 2020г.

### Въздействие от евентуално излизане от NAFTA
След избирането на Доналд Тръмп за президент на САЩ, редица търговски експерти предупреждават, че евентуално излизане от NAFTA, както предлага Тръмп, би имало редица непредвидени последици за американската икономика. Сред тях са ограничен достъп до най-големите пазари за износ на САЩ, забавяне на икономическия растеж, както и повишаване на цените на бензина, автомобилите, плодовете и зеленчуците. Най-силно засегнати биха били секторите на текстилната промишленост, селското стопанство и автомобилостроенето.
Според политолога от Университета Тафтс Даниел У. Дрезнър, стремежът на администрацията на Тръмп да върне отношенията с Мексико в пред-NAFTA епохата е заблуждаващ. Дрезнър твърди, че NAFTA улеснява демократичната трансформация на Мексико и формира идентичността ѝ като северноамериканска страна. Ако Тръмп осъществи редица от заплахите си спрямо Мексико, не е изключено мексиканското общество да се обърне към лявопопулистки авторитарни лидери, както това се случва в някои южноамерикански държави. Най-малкото, отношенията между САЩ и Мексико биха се влошили, с негативни последици за сътрудничеството в областта на граничната сигурност, борбата с тероризма, операциите срещу наркотрафика, депортациите и управлението на миграционните потоци от Централна Америка.
Чад П. Браун, старши сътрудник в Peterson Institute for International Economics, коментира, че "преразгледано NAFTA, което възстановява търговски бариери, вероятно няма да помогне на работниците, които са изгубили работата си – независимо от причините – да се възползват от нови възможности за заетост".
Според икономиста от Харвард Марк Мелиц, "скорошни изследвания показват, че отмяната на NAFTA няма да доведе до увеличаване на автомобилното производство в САЩ". Мелиц подчертава, че подобен ход би довел до загуба на работни места в промишлеността.

## Транс-тихоокеанско партньорство (TPP)
След като президентът на САЩ Доналд Тръмп изтегля страната си от Транс-тихоокеанското партньорство TPP през януари 2017 г., само Канада и Мексико остават с перспективата да станат негови членове. През май 2017 г. останалите единадесет държави-участнички, включително Канада и Мексико, се съгласяват да продължат напред с преработен вариант на търговското споразумение без участието на Съединените щати.

## Американското обществено мнение за НАФТА
Общественото мнение в Съединените щати относно Северноамериканското споразумение за свободна търговия (НАФТА) е силно разделено, като съществува значително разделение в нагласите. Според анкета на Gallup от февруари 2018г., 48% от американците смятат, че НАФТА е полезна за САЩ, докато 46% я оценяват като вредна.
Според списание от Law and Business Review of the Americas (LBRA), общественото мнение в САЩ относно НАФТА се фокусира върху три основни въпроса: влиянието на НАФТА върху създаването или унищожаването на работни места в САЩ, въздействието на НАФТА върху околната среда и ефектът от споразумението върху имигрантите, влизащи в САЩ.
След изборът на президента Тръмп през 2016г., подкрепата за НАФТА става силно поляризирана между републиканците и демократите. Доналд Тръмп изразява негативни виждания относно НАФТА, наричайки го "най-лошото търговско споразумение, одобрено някога в страната". Подкрепата на републиканците за НАФТА спада от 43% през 2008 г. до 34% през 2017г. В същото време подкрепата за НАФТА сред демократите се увеличава от 41% през 2008 г. до 71% през 2017 г.
Политическата разлика е особено голяма, когато става въпрос за възприятията за свободната търговия с Мексико. За разлика от положителното мнение за търговията със Северна Америка, мнозина смятат, че Мексико не практикува честна търговия. Само 47% от американците вярват, че Мексико следва правилата на честната търговия. Разликата между демократите и републиканците е значителна: 60% от демократите смятат, че Мексико практикува честна търговия, докато само 28% от републиканците споделят това мнение. Това е най-високото ниво на подкрепа за Мексико от демократите и най-ниското от републиканците, отбелязано някога в анкетите на Chicago Council Survey. Републиканците също изразяват по-негативни нагласи относно Канада като търговски партньор в сравнение с демократите.
НАФТА получава силна подкрепа от младите американци. Според проучване на Gallup от февруари 2017 г., 73% от американците на възраст 18-29 години смятат, че НАФТА е полезна за САЩ, което показва по-силна подкрепа от всяка друга възрастова група. Освен това, безработните американци изразяват малко по-силна подкрепа за НАФТА в сравнение с работещите.

## Виж също
- Споразумение САЩ-Мексико-Канада
- Всеобхватно икономическо и търговско споразумение
- Свободна търговия

|  | Тази страница частично или изцяло представлява превод на страницата Severoamerická dohoda o voľnom obchode в Уикипедия на словашки. Оригиналният текст, както и този превод, са защитени от Лиценза „Криейтив Комънс – Признание – Споделяне на споделеното“, а за съдържание, създадено преди юни 2009 година – от Лиценза за свободна документация на ГНУ. Прегледайте историята на редакциите на оригиналната страница, както и на преводната страница, за да видите списъка на съавторите. ВАЖНО: Този шаблон се отнася единствено до авторските права върху съдържанието на статията. Добавянето му не отменя изискването да се посочват конкретни източници на твърденията, които да бъдат благонадеждни. |